# Пуайе, Луи
Луи́ Пуайе́ (фр. Louis Poyet; 2 августа 1846, Сент-Этьен — 25 декабря 1913, Булонь-Бийанкур) — французский художник-график, гравёр, популяризатор науки и техники.

## Биография
Родился в 1846 году в Сент-Этьене в семье басонщиков. В 1877 году переезжает в Париж, где открывает гравёрную мастерскую и изготавливает гравюры для публикации в прессе. Публикуется в таких научно-популярных изданиях, как La Nature (с 1877 года), L'Illustration, Le Génie civil, The Engineer, Scientific American. С 1882 года становится штатным сотрудником журнала La Nature, его имя печатается на обложке. Один из иллюстраторов каталога Всемирной выставки 1889 года в Париже, за что, по некоторым данным, был награждён золотой и серебряной медалями Выставки. Иллюстратор знаменитой «Занимательной науки» Тома Тита, которая выходила с продолжением в журнале L’Illustration и до сих пор переиздаётся в форме книги издательством Ларусс.
Основным направлением творчества Луи Пуайе было изображение всевозможных технических изделий — машин и механизмов, от самых обыденных до фантастических. Из-под резца Пуайе вышли несколько тысяч гравюр, иллюстрирующих развитие науки и техники в конце XIX — начале XX веков.

## Произведения
- Tom Tit. La science amusante. — Paris: Éditions Larousse, 1908. — 246 p. (с иллюстрациями Луи Пуайе)

Отправление дирижабля Альбера и Гастона Тиссандье
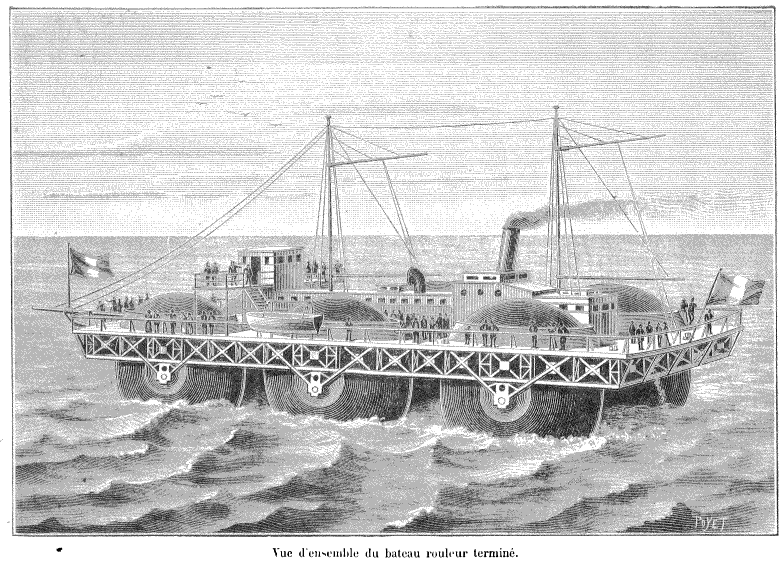
«Кораблеход»
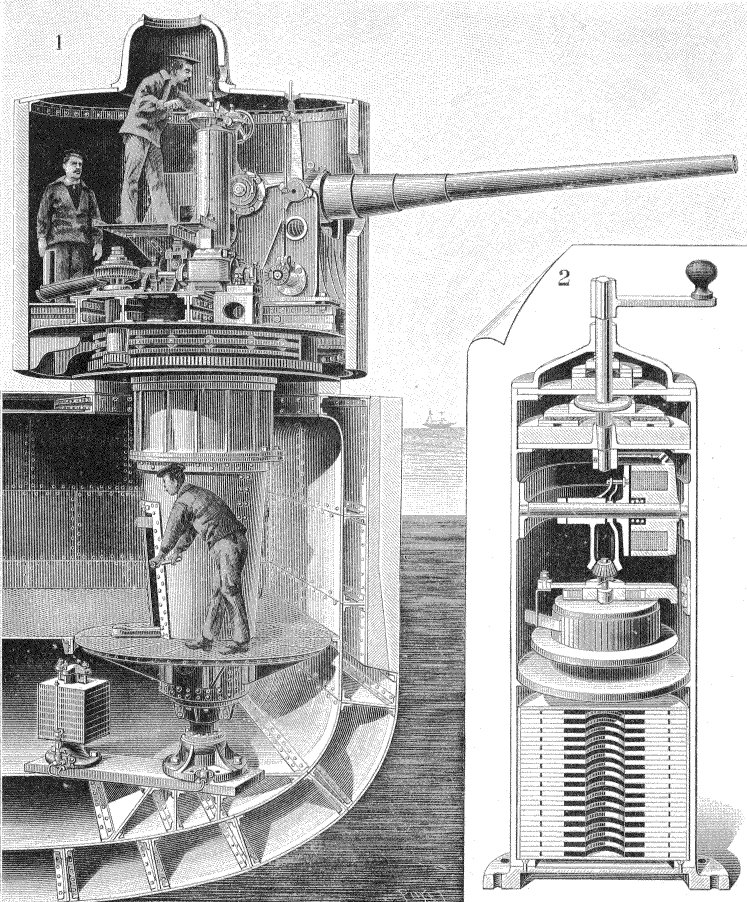
Турель на военном судне
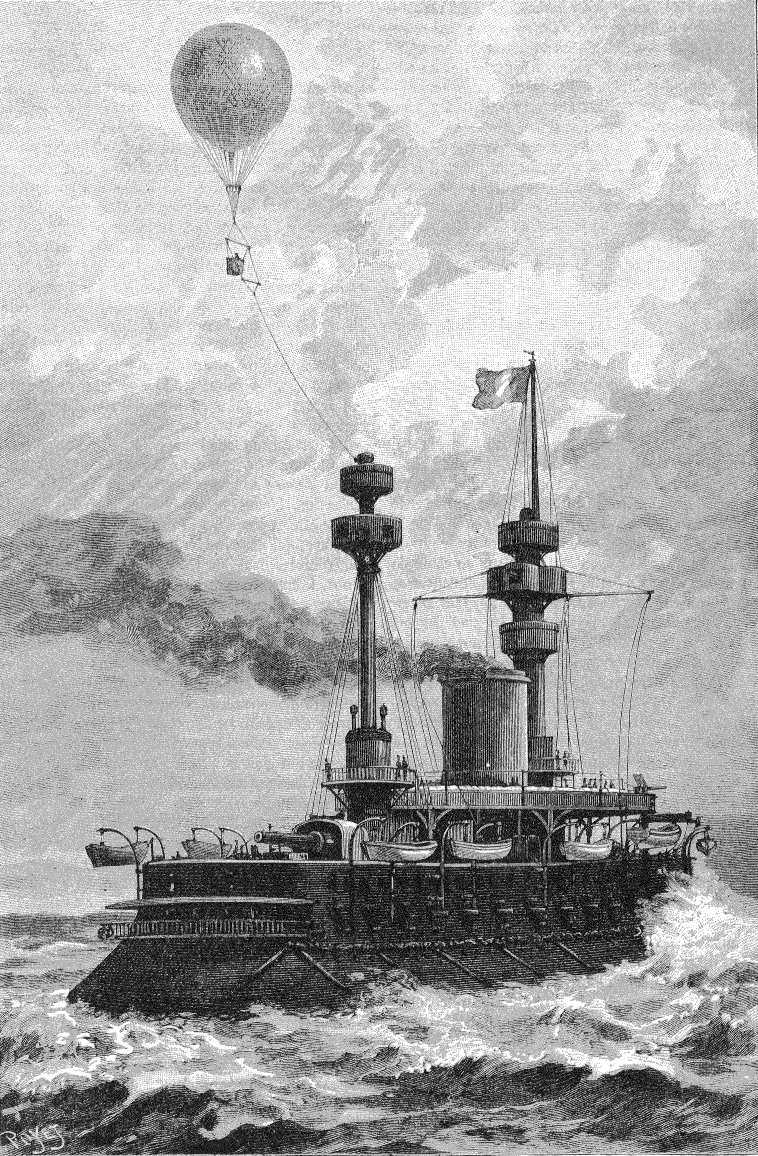
Воздушный шар над военным судном
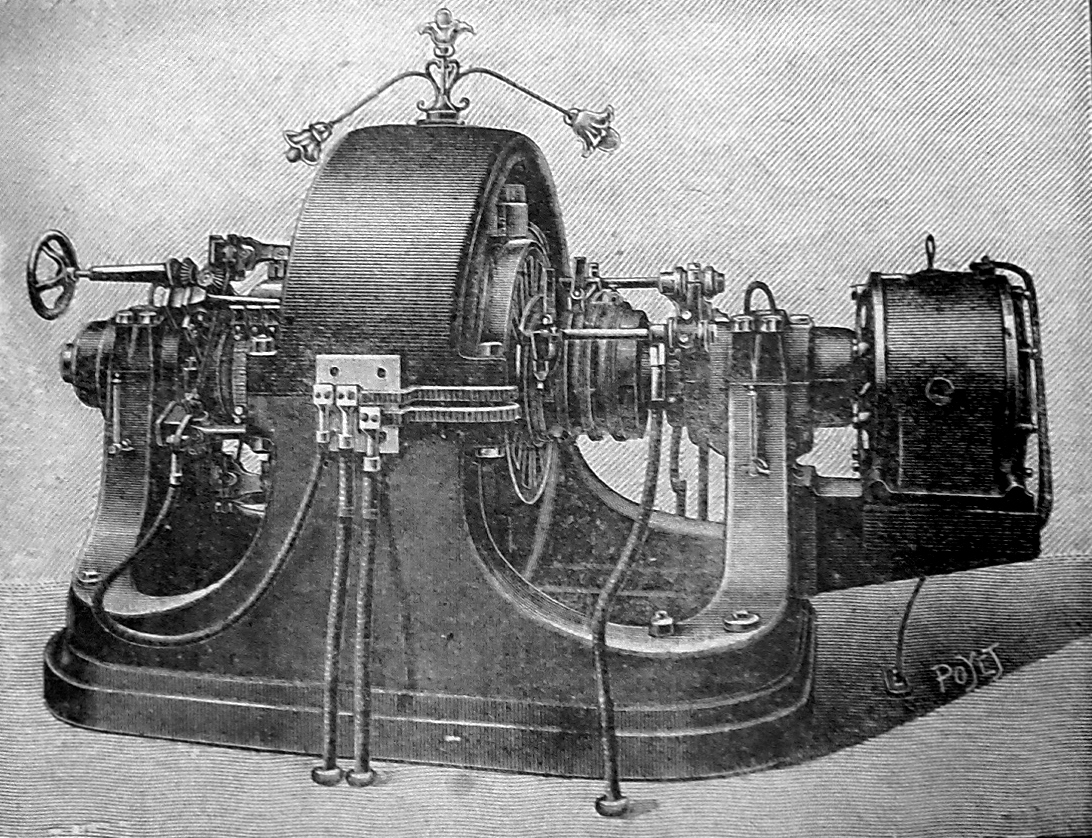
Телеграфная машина «Вестингхаус»
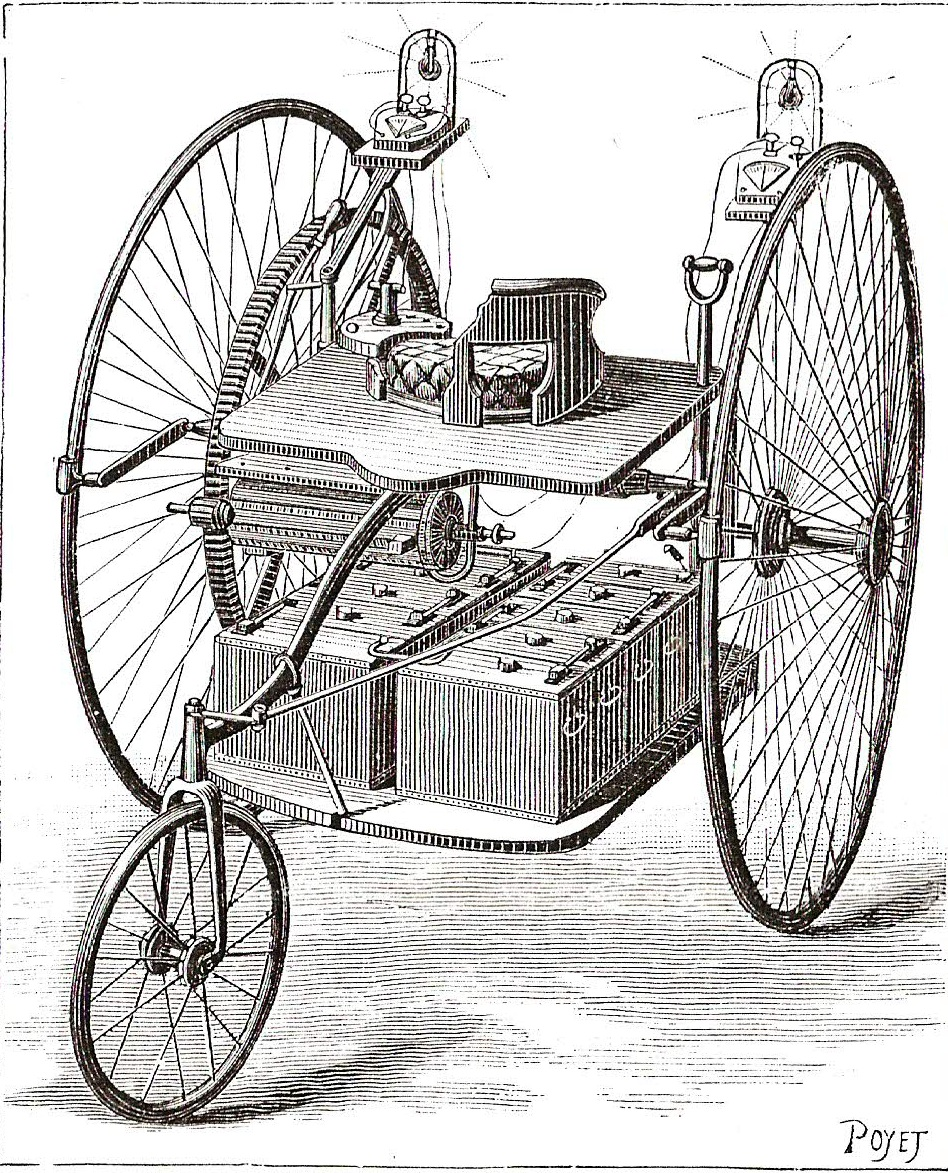
Электрический трицикл
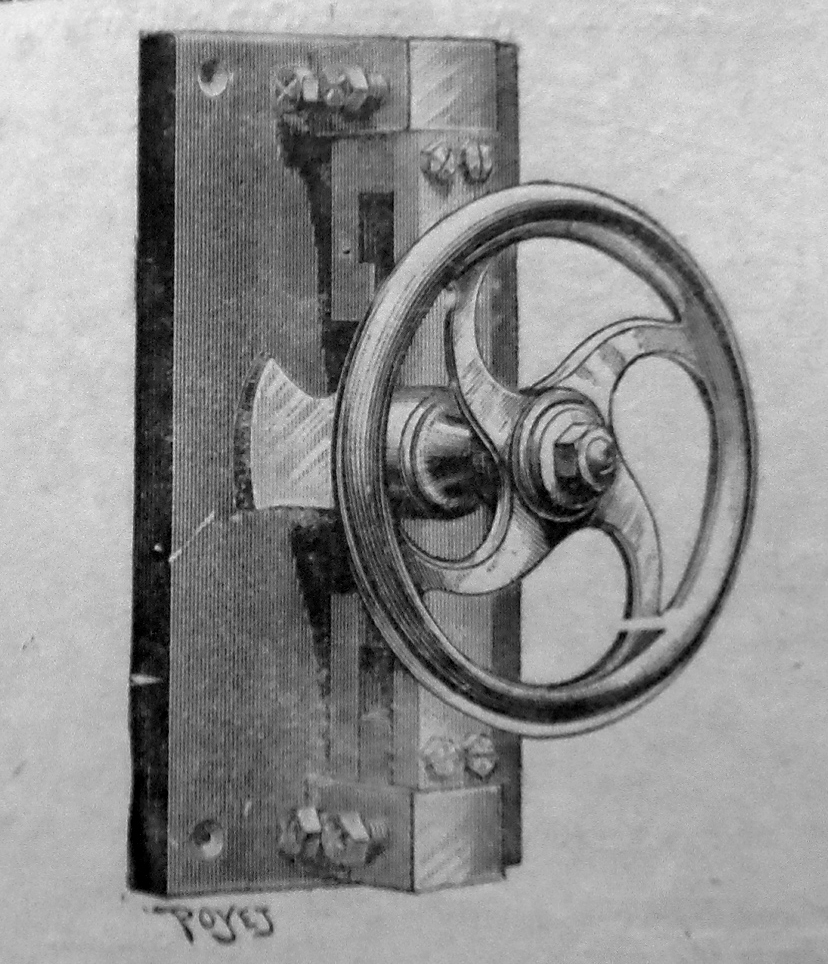
Электрический выключатель Жентёра
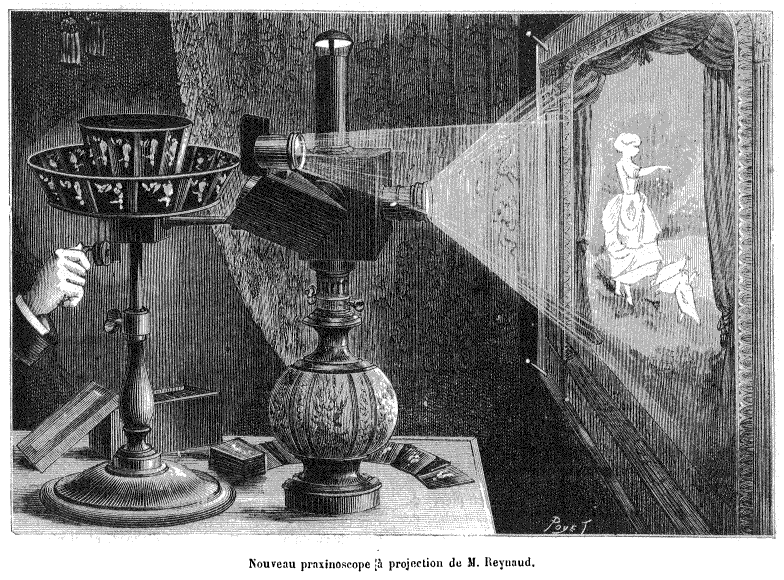
«Праксиноскоп» Рейно
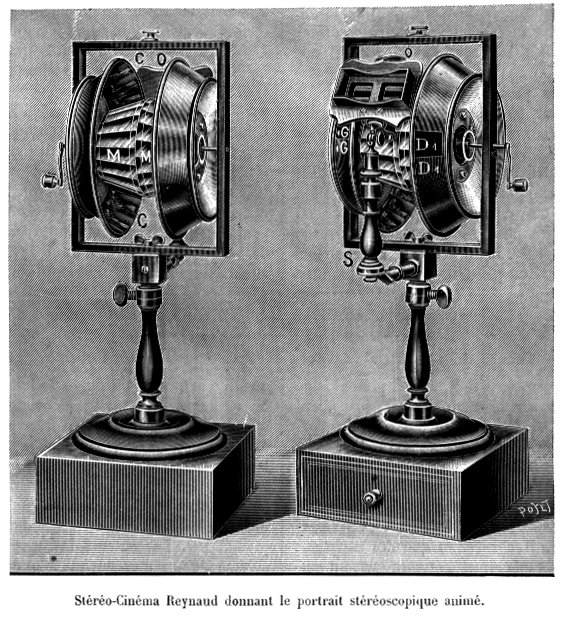
«Стерео-кино» Рейно
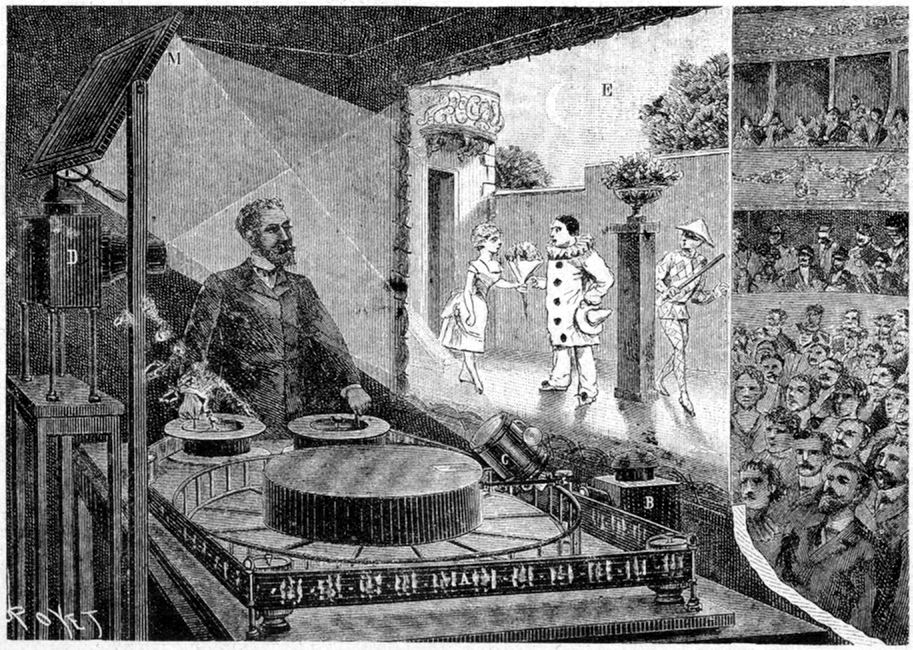
Представление «оптического театра» Рейно